# Grünes Feuer
Grünes Feuer ist ein US-amerikanischer Spielfilm von Andrew Marton aus dem Jahre 1954. Als Vorlage diente der gleichnamige Roman von Peter W. Rainier.

## Handlung
Der Abenteurer Rian Mitchell findet auf dem Berg Carrere in Kolumbien einen historischen Stollen, dessen Gestein auf große Smaragdvorkommen schließen lässt. Auf dem Rückweg wird Rian von einheimischen Banditen überfallen und verletzt. Er gelangt in die Obhut von Catherine Knowland, der hübschen Besitzerin einer Kaffeeplantage, und wird dank ihrer Pflege schnell wieder gesund.
Rian fährt mit dem nächsten Flussdampfer in die Hauptstadt, um seinen Partner Vic Leonard davon zu überzeugen, sich an der Erschließung der vermuteten Edelsteinvorkommen zu beteiligen. Obwohl Vic bereits einen neuen Job im Ausland angenommen hat, gelingt es Rian, ihn mit einem Trick an der Abreise zu hindern. Zurück in der Wildnis heuert Rian kolumbianische Arbeiter an und errichtet mit deren Hilfe ein Lager nahe der Mine. Die Wochenenden verbringt Rian auf der Plantage, um seine Beziehung zu Catherine zu vertiefen.
Die Abbauarbeiten gehen nur mühsam voran. Während Vic aufgeben will, verspricht Rian Catherines Bruder Donald eine Beteiligung an den Erlösen, wenn dieser seine Erntehelfer zur Beschleunigung der Arbeiten auf dem Berg bereitstellt. Infolgedessen ist die Plantage vom Ruin bedroht. Catherine und Vic distanzieren sich zunehmend von Rian. Misstrauen und Enttäuschung erreichen ihren Höhepunkt, als Donald bei einem Unfall auf dem Berg von einem Stein überrollt und getötet wird.
Zu allem Überfluss könnte auch noch eine Überschwemmung das endgültige Ende der Plantage bedeuten, weil sich der nahegelegene Fluss – ausgelöst durch den Abraum aus der Mine – einen neuen Lauf bahnt. Nur eine Sprengung des Berges und damit die Aufgabe der Smaragdsuche versprechen Rettung. Rian weigert sich und lenkt erst durch den Anblick der verzweifelten Catherine ein. Im selben Augenblick werden die drei von El Moro und seiner Bande überfallen. Im Alleingang schlägt sich Rian zu den vorbereiteten Sprengsätzen durch und ermöglicht damit auch den Rückzug von Catherine und Vic. Die Sprengung gelingt, gewaltige Felsmassen stürzen zu Tal und sorgen dafür, dass der Fluss in sein altes Bett zurückkehrt. Rian entkommt unverletzt und kann Catherine glücklich in die Arme schließen.

## Hintergründe
- Die Außenaufnahmen in der kolumbianischen Wildnis brachten für Darsteller und Stab enorme Strapazen mit sich. Einige Gebiete konnten nur mit Maultieren erreicht werden, zeitweise wurde in Hausbooten übernachtet. Grace Kelly berichtete der Klatschkolumnistin Hedda Hopper später leidvoll[1]: “It wasn't pleasant. We worked at a pathetic village – miserable huts and dirty. Part of the crew got shipwrecked … It was awful.” (deutsch: „Es war kein Vergnügen. Wir arbeiteten in einem jämmerlichen Dorf – armselige und dreckige Hütten. Ein Teil der Crew erlitt Schiffbruch. … Es war schrecklich.“)
- In einer Dialogszene mit Stewart Granger offenbart Grace Kelly, dass sie „noch nie richtig verliebt war und auf einen Märchenprinzen warte“. Als der Verleih des Films nach Bekanntwerden der Verlobung mit Fürst Rainier erneut startete, sorgte diese Zeile beim Publikum für Gelächter.
- Obwohl der Film an die großen Abenteuerfilme der damaligen Zeit anknüpfen sollte, fiel er bei Kritik und Publikum durch.

## Kritiken
„Gefahren, Leidenschaften und Auseinandersetzungen bei der Suche zweier Ingenieure nach einer Smaragd-Mine in Kolumbien. Abwechslungsreiches, aufregendes Abenteuerdrama, mit handwerklicher Präzision, effektvollen Actionpassagen, imposanten Landschaftsaufnahmen und ausgezeichneten Darstellern.“